# Kick Axe
Kick Axe é uma banda de glam metal oriunda do Canadá cujo clímax do sucesso aconteceu nos anos oitenta. Naquele período, o grupo lançou três discos: Vices, Welcome to the Club e Rock the World. Recentemente a banda se uniu novamente e lançou seu quarto álbum, Kick Axe IV.
Eles também gravaram duas músicas, sob o pseudônimo de Spectre General, que foram incluídas na trilha sonora do desenho Transformers: O Filme (1986): "Hunger" e "Nothin's Gonna Stand in Our Way".
A formação original do Kick Axe era George Criston (vocal), Brian Gillstrom (bateria, percussão), Victor Langen (baixo), Larry Gillstrom (guitarra) e Raymond Harvey (guitarra). Para o novo disco, a banda retornou sem o notável George Criston, mas foi chamado novamente o vocalista original (anterior ao sucesso comercial da banda) Gary Langen.

## Discografia

### Álbuns de estúdio
| Vices                                                                                     | - Lançamento: 1984 - Gravadora: Pasha     | 66 | 126 |
| Welcome to the Club                                                                       | - Lançamento: 1985 - Gravadora: Pasha     | 93 | —   |
| Rock the World                                                                            | - Lançamento: 1987 - Gravadora: Epic      | —  | —   |
| Kick Axe IV                                                                               | - Lançamento: 2004 - Gravadora: MTM Music | —  | —   |
| "-" denota uma gravação que não entrou na parada ou que não foi lançada nesse território. |                                           |    |     |